# Rolf Issels

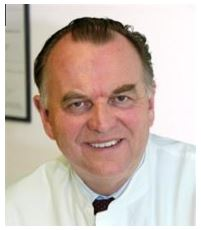
Rolf Issels

Rolf Issels (* 25. April 1948 in Mönchengladbach, Deutschland) ist ein medizinischer Onkologe und Biochemiker. Er führte 1986 die erste regionale Hyperthermie in Kombination mit Chemotherapie durch. Von 1978 bis 2014 arbeitete er klinisch am LMU Klinikum in München (Med. Klinik III/Campus Großhadern) und war Leiter einer klinischen Kooperationsgruppe des Helmholtz-Zentrums München. Seit 2018 ist er als Senior Consultant an der Med. Klinik III tätig.

## Ausbildung und Beruf
Issels wuchs in Rottach-Egern am Tegernsee und in München auf. In München besuchte er das humanistische Maximiliansgymnasium. Nach dem Abitur studierte er Medizin an der Ludwig-Maximilians-Universität in München und Biochemie an der Karl-Eberhard-Universität in Tübingen. Er legte 1975 das medizinische Staatsexamen in München ab und promovierte 1977 mit einer hämatologischen Dissertation (Beeinflussung der T-Zell-Aktivität bei chronischer lymphatischer Leukämie durch verschiedene Therapieformen) bei Herbert Begemann am Krankenhaus München-Schwabing mit magna cum laude. Sein Diplom in Biochemie erhielt er 1980 mit summa cum laude in Tübingen mit einer Arbeit (Superoxiddismutase in Lymphomzellen) bei Ulrich Weser.
Statt in der Privatklinik seines Vaters, Josef Issels, eine Karriere in der ganzheitlichen Tumortherapie zu beginnen, entschied er sich für eine umfassende Facharztausbildung in Innerer Medizin mit dem Schwerpunkt Medizinische Onkologie an der Ludwig-Maximilians-Universität in München. 1978 begann er seine internistische Ausbildung als Assistent von Wolfgang Wilmanns, dem damaligen Vorsitzenden der Klinik für Innere Medizin III mit dem Schwerpunkt Hämatologie – Onkologie.
Mit einem Stipendium der Deutschen Krebshilfe (1980–82) begann Issels als Harvard Research Fellow im Labor von Herman D. Suit, Direktor der Strahlentherapie am Massachusetts General Hospital in Boston, mit experimentellen Untersuchungen an Sarkomzellen und Hitzeschock.
Nach seiner Rückkehr nach München wurde Issels Oberarzt an der Medizinischen Klinik III der LMU. Dort eröffnete er 1986 mit finanzieller Unterstützung des Freistaats Bayern die erste Hyperthermie-Einheit. Die notwendigen personellen Mittel und die technische Ausstattung für dieses Projekt wurden von der Deutschen Krebshilfe bewilligt. 1996 wurde er zum Professor, kurz darauf zum Leiter einer Klinischen Kooperationsgruppe des Helmholtz-Zentrums München ernannt. Im Jahr 2011 übernahm er die Leitung des neu gegründeten Sarkomzentrums (SarKUM) an der LMU.

## Leistung
Am 10. Juli 1986 führte Issels im Klinikum Großhadern die weltweit erste regionale Hyperthermie mit systemischer Chemotherapie bei einer 36-jährigen Patientin mit ausgedehntem Beckensarkom ohne Komplikationen durch. Von Juli 1986 bis Juli 1989 wurde in einer Phase-II-Studie bei insgesamt 40 therapieresistenten Sarkom-Patienten eine Tumoransprechrate von 37 % erreicht, wobei die im Tumor gemessene Temperatur die Responder signifikant von den Non-Respondern unterschied. Für die Veröffentlichung dieser Ergebnisse im Journal of Clinical Oncology wurde Issels 1991 mit dem jährlichen Deutschen Krebspreis der Deutschen Krebsgesellschaft ausgezeichnet. Die anschließende randomisierte, multizentrische Phase-III-Studie EORTC-ESHO 95 in Europa mit 341 Hochrisiko-Weichteilsarkomen zeigte einen signifikanten Überlebensvorteil für Patienten, die eine Kombination aus regionaler Hyperthermie mit Chemotherapie vor und nach der Operation erhielten. Die Ergebnisse führten zur Aufnahme der regionalen Hyperthermie in die Therapieleitlinien für Sarkome und zur Erstattung der Behandlungskosten durch die Krankenkassen. Die Analysen der Immuninfiltrate bei den Patienten zeigten einen signifikanten Anstieg der tumorinfiltrierenden Immunzellen bei gleichzeitiger Unterdrückung immunsuppressiver Faktoren. Größtes Interesse besteht daher an einer möglichen Kombination von Hyperthermie mit Checkpoint-Inhibitoren und/oder Tumorvakzinierung, in der er und seine Kollegen eine Möglichkeit für die Zukunft sehen, da „kalte Tumore“ die größte Hürde für den Behandlungserfolg im Bereich der aktuellen Immunonkologie darstellen.
Neben seiner klinischen Forschung beschäftigt sich Issels seit 1982 mit biochemischen Untersuchungen zur Induktion von Hitzeschockproteinen und ab 1992 mit der immunologischen Bedeutung von Stressproteinen für die Immunantwort gegen Krebs in einer von der Deutschen Forschungsgemeinschaft (DFG) geförderten Forschergruppe.
2018 wurde Issels von Michael von Bergwelt, dem Leiter der Klinik für Innere Medizin III, zum Senior Consultant ernannt.

## Auszeichnungen
- 1991: Deutscher Krebspreis der Deutschen Krebsgesellschaft
- 2002: ESHO Merits Award der European Society for Hyperthermic Oncology
- 2010: Wissenschaftspreis der Arbeitsgemeinschaft Internistische Onkologie[10] für den klinischen Teil
- 2011: Erste Thaddeus Samulski Lectureship am Duke University Medical Center
- 2011: Spinoza Chair Award des University Amsterdam Medical Center
- 2013: Ehrenpräsident der ESHO und Vorsitzender des Clinical Committee
- 2014: J. Eugene Robinson Award[11] der American Society for Thermal Medicine (STM)
- 2019: Wahl zum Mitglied der Cell Stress Society International (CSSI)[12]
- 2021: George M. Hahn Award[13] der American Society for Thermal Medicine (STM)